# 林氏遠環蚓
林氏遠環蚓（学名：Amynthas lini）为巨蚓科遠環蚓屬下的一个种。